# Revolver (албум)
Revolver је седми студијски албум британске групе Битлси. У многим изборима за најбољи албум свих времена нашао се у првих пет места, а неретко је заузимао почасну позицију.

## Идеја
Овај албум је објављен недуго након последњег концерта који је група одржала у својој каријери у Сан Франциску, а многи снимци датирају још од времена снимања претходног албума Rubber Soul. Овај податак је често, а опет оправдано занемарен управо захваљујући тој чињеници, тј. имајући у виду будуће жанрове (пре свих психоделични рок, који је заступљен на наредном албуму, „Sgt. Pepper's Lonely Hearts Club Band“) према којима су Битлси показали склоност већ неким песмама са овог албума. Према томе, најосновнија подела биографије групе на „Битлманију“ и студијски период, албум „Revolver” ипак смешта у први период.
„Rubber Soul” и „Revolver“ појавили су се кад је популарност групе била на врхунцу, без обзира на неколико скандала, који су помутили репутацију Битлса. Жанровски, ова два албума се разликују, иако су у основи посвећени дотадашњем стилу.
За разлику од претходног албума, који има призвук британског фолка (нарочито у песмама „Girl” и „Norwegian Wood”) „Revolver” има јасне примесе класичног рока („Taxman”, „Dr. Robert”...), рок ен блуза („I`m Only Sleeping”), психоделичног рока („Tomorrow Never Knows”), стила који ће тек настати-софт рока („And Your Bird Can Sing”), симфо-рока („Got To Get You Into My Life”) чак понегде и класичне музике („For No One”, „Eleanor Rigby”). На тај начин група је направила дуализам жанровски различитих албума. Дуализам ће се на различите начине наставити кроз наредни период-помпезни „Sgt. Pepers“ прати скромни, иако жанровски сличан „Magical Mystery Tour“, изузетно дуг „White Album“ прати кратак и готово непримећен „Yellow Submarine“, продукцијски савршен „Abbey Road“, прати полу-живи албум „Let it Be“.

## Хитови
Најпознатија песма са албума је вероватно „Yellow Submarine”. Написао ју је Макартни, а отпевао Ринго Стар. Иако је окарактерисана као дечја рок-песма, многи критичари је тумаче као психоделичну. Поново је објављена на истоименом албуму крајем 1968. године.
„Eleanor Rigby” је једна од ретких Макартнијевих песимистичких песама са трагичним крајем. Драматици додатно доприноси и гудачки квартет, који је заменио стандардну рок поставу.
„Tomorrow Never Knows” је прва Џон Ленонова психоделична песма. Инспирацију је нашао у „Тибетанској књизи мртвих“, као и у раду психоделичног гуруа Тимоти Лирија. Ринго Стар је употребио исту ритмичку шему као и у песми „Ticket to Ride”, само додатно разрађену. Макартни је употребио тада атрактивну студијску технику „tape loop”-ова авангардног немачког композитора Карлхајнца Штокхаузена. Користећи и многе друге звуке, група је створила једну од евергрин песама раног психоделичног рока.

## Критика и реакције
Чак и данас, „Revolver” звучи прилично жанровски свеже, а ризик приликом снимања тада видно авангардних песама се исплатио. „Tomorrow Never Knows” је био популаран у наредним годинама, „Eleanor Rigby” и „Yellow Submarine” су још увек веома популарни, а иако тај жанр тада није постојао, „And Your Bird Can Sing” лако пролази као софт-рок песма.